# Wildwasserrennsport-Weltmeisterschaften 1965
1965 fanden die Weltmeisterschaften im Kanu-Wildwasserrennsport im Kärntner Spittal an der Drau auf der Lieser statt.

## Ergebnisse

### Nationenwertung
| Platz  | Land                            | Gold | Silber | Bronze | Gesamt |
| ------ | ------------------------------- | ---- | ------ | ------ | ------ |
| 1      | Deutsche Demokratische Republik | 4    | 2      | 2      | 8      |
| 2      | Tschechoslowakei                | 3    | 4      | 2      | 9      |
| 3      | BR Deutschland                  | 1    | 2      | 2      | 5      |
| 4      | Österreich                      | 1    | 2      | 1      | 4      |
| 5      | Frankreich                      | 1    | –      | –      | 1      |
| 6      | Schweiz                         | –    | –      | 3      | 3      |
| Gesamt | Gesamt                          | 10   | 10     | 10     | 30     |